# 129 км (зупинний пункт, Південно-Східна залізниця)
Зупинний пункт 129 км - закритий роз'їзд і не діюча пасажирська платформа (станом на 2024 рік) на залізничному напрямі Харків - Льгов на території Ракитянського району Бєлгородської області, перегін Новоборисівка - Готня.
Роз'їзд 129 км відкрили в першій половині - середині 30-х років ХХ століття; тут зупинялися лише приміські поїзди. Після 1952 року роз’їзд закрили, й оскільки він був розташований на значному віддаленні від найближчих населених пунктів, пасажирську зупинку тут скасували.